# Santa Lucía Utatlán
Santa Lucía Utatlán («Santa Lucía», en honor a su santa patrona Lucía de Siracusa; «Otlatlan»: del idioma náhuatl, significa «lugar donde abunda el bambú») es un municipio del departamento de Sololá de la región sur-occidente de la República de Guatemala.
Durante la época colonial estaba adscrito a la parroquia de «Nuestra Señora de la Asunción de Tecpán Atitlán» y luego de la Independencia de Centroamérica en 1821 fue parte del departamento de Sololá/Suchitepéquez en entonces incluía también a gran parte del moderno departamento de Quiché. En 1838 fue parte de los territorios que conformaron el Estado de Los Altos hasta que este reincorporado por la fuerza al Estado de Guatemala por el general conservador Rafael Carrera. Cuando el departamento de Quiché fue creado por el gobierno de facto de Miguel García Granados el 12 de agosto de 1872 luego del triunfo de la Revolución Liberal de 1871, permaneció en el departamento de Sololá.
Debido a que su población es mayormente de ascendencia indígena, cuenta con una «Alcaldía Indígena», que tiene como fin promover las actividades espirituales y religiosas, y mediar en los conflictos con el gobierno central y la Alcaldía Municipal.

## Toponimia
Muchos de los nombres de los municipios y poblados de Guatemala constan de dos partes: el nombre del santo católico que se venera el día en que fueron fundados y una descripción con raíz náhuatl; esto se debe a que las tropas que invadieron la región en la década de 1520 al mando de Pedro de Alvarado estaban compuestas por soldados españoles y por indígenas tlaxcaltecas y cholultecas. Así pues, tras la conquista española el poblado fue llamado «Santa Lucía Utatlán» en honor a Santa Lucía de Siracusa, mientras que el topónimo «Utatlán» proviene del náhuatl Otlatlan y quiere decir «lugar donde abunda bambú». Curiosamente, el poblado recibió este nombre porque los nativos mexicanos provenían de un lugar donde sí había mucho bambú.

## División política
El municipio tiene muchos centros poblados en el territorio rural; cuenta con un total de cuatro cantones que se dividen en varios caseríos y parajes, además de la cabecera departamental. En total, son treinta y tres caseríos y dieciséis parajes que son:
| División | Listado |
| -------- | --- |
| Cantones | Pamezabal, Chichimuch, Chuchexíc y Pahaj |
| Caseríos | 1. Pamachá 2. Las Canoas 3. Los Papales 4. Los Manantiales 5. Pacorral I 6. Chirijcruz 7. Tierra Linda 8. San Cristóbal Buena Vista 9. Pamezabal 10. Nikajkim 11. Chocol 12. Chuijomil 13. Chiaj 14. Chuilojomche 15. Tzamjucup 16. Xepec 17. Chove 18. Chijcaja 19. Chuimanzana 20. Pacaja 21. Los Ángeles 22. Pachaj 23. Xolá 24. Valle Nuevo 25. Chuiatzam 26. Xejuyupá 27. Xesampual 28. Payaj-Ut 29. Chuialajcajquix 30. Campo Verde 31. Tzamtinamit 32. Xesanpual |
| Parajes  | 1. Tzambolobic 2. Vista Hermosa 3. Paxac 4. Pacorral II 5. El Mirador 6. Choquixcabel 7. La Esperanza 8. Las Esperanzas 9. Bella Vista 10. Chuisuc 11. Pahaj 12. Ciénaga Grande 13. Los Aposentos 14. Los Planes 15. Paxub 16. Xoljuyup 17. Parracaná |

## Geografía física
El municipio tiene una extensión territorial de 51 km².

### Clima
La cabecera municipal de Santa Lucía Utatlán tiene clima templado (Clasificación de Köppen: Cwb).
| Parámetros climáticos promedio de Santa Lucía Utatlán | Parámetros climáticos promedio de Santa Lucía Utatlán | Parámetros climáticos promedio de Santa Lucía Utatlán | Parámetros climáticos promedio de Santa Lucía Utatlán | Parámetros climáticos promedio de Santa Lucía Utatlán | Parámetros climáticos promedio de Santa Lucía Utatlán | Parámetros climáticos promedio de Santa Lucía Utatlán | Parámetros climáticos promedio de Santa Lucía Utatlán | Parámetros climáticos promedio de Santa Lucía Utatlán | Parámetros climáticos promedio de Santa Lucía Utatlán | Parámetros climáticos promedio de Santa Lucía Utatlán | Parámetros climáticos promedio de Santa Lucía Utatlán | Parámetros climáticos promedio de Santa Lucía Utatlán | Parámetros climáticos promedio de Santa Lucía Utatlán |
| Mes                                                   | Ene.                                                  | Feb.                                                  | Mar.                                                  | Abr.                                                  | May.                                                  | Jun.                                                  | Jul.                                                  | Ago.                                                  | Sep.                                                  | Oct.                                                  | Nov.                                                  | Dic.                                                  | Anual                                                 |
| ----------------------------------------------------- | ----------------------------------------------------- | ----------------------------------------------------- | ----------------------------------------------------- | ----------------------------------------------------- | ----------------------------------------------------- | ----------------------------------------------------- | ----------------------------------------------------- | ----------------------------------------------------- | ----------------------------------------------------- | ----------------------------------------------------- | ----------------------------------------------------- | ----------------------------------------------------- | ----------------------------------------------------- |
| Temp. máx. media (°C)                                 | 17.6                                                  | 18.5                                                  | 19.9                                                  | 20.9                                                  | 20.2                                                  | 18.9                                                  | 18.7                                                  | 19.2                                                  | 18.7                                                  | 18.1                                                  | 18.3                                                  | 17.8                                                  | 18.9                                                  |
| Temp. media (°C)                                      | 10.5                                                  | 11.2                                                  | 12.5                                                  | 14.1                                                  | 14.9                                                  | 14.4                                                  | 14.0                                                  | 13.8                                                  | 14.1                                                  | 13.4                                                  | 12.2                                                  | 11.3                                                  | 13                                                    |
| Temp. mín. media (°C)                                 | 3.4                                                   | 4.0                                                   | 5.2                                                   | 7.4                                                   | 9.6                                                   | 9.9                                                   | 9.4                                                   | 8.5                                                   | 9.5                                                   | 8.7                                                   | 6.1                                                   | 4.9                                                   | 7.2                                                   |
| Precipitación total (mm)                              | 3                                                     | 4                                                     | 5                                                     | 33                                                    | 141                                                   | 203                                                   | 159                                                   | 194                                                   | 295                                                   | 130                                                   | 19                                                    | 2                                                     | 1188                                                  |
| Fuente: Climate-Data.org                              |                                                       |                                                       |                                                       |                                                       |                                                       |                                                       |                                                       |                                                       |                                                       |                                                       |                                                       |                                                       |                                                       |

### Ubicación geográfica
Santa Lucía Utatlán se encuentra en el departamento de Sololá, a una distancia de 25 km de la cabecera departamental y a 154 km de la ciudad de Guatemala. Está completamente rodeado por municipios del departamento de dicho departamento:
- Norte: Nahualá y Sololá
- Sur: Santa María Visitación, Santa Clara La Laguna, San Pablo La Laguna y San Marcos La Laguna
- Este: San José Chacayá y Santa Cruz La Laguna
- Oeste: Santa Catarina Ixtahuacán, Nahualá y Santa Clara La Laguna[12]

|                                                                   | Norte: Nahualá y Sololá                                                                        |                                               |
| Oeste: Santa Catarina Ixtahuacán, Nahualá y Santa Clara La Laguna |                                                                                                | Este: San José Chacayá y Santa Cruz La Laguna |
|                                                                   | Sur: Santa María Visitación, Santa Clara La Laguna, San Pablo La Laguna y San Marcos La Laguna |                                               |

## Gobierno municipal
Los municipios se encuentran regulados en diversas leyes de la República, que establecen su forma de organización, lo relativo a la conformación de sus órganos administrativos y los tributos destinados para los mismos. Aunque se trata de entidades autónomas, se encuentran sujetos a la legislación nacional y las principales leyes que los rigen desde 1985 son:
| N.º | Ley                                                | Descripción |
| --- | -------------------------------------------------- | --- |
| 1   | Constitución Política de la República de Guatemala | Tiene una regulación legal específica para los municipios en los artículos 253 al 262. |
| 2   | Ley Electoral y de Partidos Políticos              | Ley de carácter constitucional aplicable a los municipios en el tema de la conformación de sus autoridades electas. |
| 3   | Código Municipal                                   | Decreto 12-2002 del Congreso de la República de Guatemala. Tiene la categoría de ley ordinaria y contiene preceptos generales aplicables a todos los municipios, e inclusive contiene legislación referente a la creación de los municipios.             |
| 4   | Ley de Servicio Municipal                          | Decreto 1-87 del Congreso de la República de Guatemala. Regula las relaciones entra la municipalidad y los servidores públicos en materia laboral. Tiene su base constitucional en el artículo 262 de la constitución que ordena la emisión de la misma. |
| 5   | Ley General de Descentralización                   | Decreto 14-2002 del Congreso de la República de Guatemala. Regula el deber constitucional del Estado, y por ende del municipio, de promover y aplicar la descentralización y desconcentración económica y administrativa.                                |

El gobierno de los municipios está a cargo de un Concejo Municipal mientras que el código municipal —ley ordinaria que contiene disposiciones que se aplican a todos los municipios— establece que «el concejo municipal es el órgano colegiado superior de deliberación y de decisión de los asuntos municipales […] y tiene su sede en la circunscripción de la cabecera municipal»; el artículo 33 del mencionado código establece que «[le] corresponde con exclusividad al concejo municipal el ejercicio del gobierno del municipio».
El concejo municipal se integra con el alcalde, los síndicos y concejales, electos directamente por sufragio universal y secreto para un período de cuatro años, pudiendo ser reelectos.
Existen también las Alcaldías Auxiliares, los Comités Comunitarios de Desarrollo (COCODE), el Comité Municipal del Desarrollo (COMUDE), las asociaciones culturales y las comisiones de trabajo. Los alcaldes auxiliares son elegidos por las comunidades de acuerdo a sus principios y tradiciones, y se reúnen con el alcalde municipal el primer domingo de cada mes, mientras que los Comités Comunitarios de Desarrollo y el Comité Municipal de Desarrollo organizan y facilitan la participación de las comunidades priorizando necesidades y problemas.
Los alcaldes que ha habido en el municipio son:
- 2012-2016: Adrián Cochoy Yac[14]
- 2016-2020: Santos Augusto Yac Yoj

## Historia
Según Fray Francisco de Zuasa, el poblado ya existía en el xvii ya que según el archivo que escribió en 1689,  San Lucía Ututlán era uno de los muchos pueblos que dependían de la ciudad llamada «Nuestra Señora de la Asunción de Tecplán Atitlán» el cual se situaba en las altas montañas del departamento de Sololá.
Fue conocido con el nombre de «Santa Lucia Ustatán» en la época colonial. Entre 1768 a 1770, cuando el recién nombrado arzobispo de Guatemala Pedro Cortés y Larraz visitó su arquidiócesis, mencionó las cosechas de los pobladores de Santa Lucía Utatlán en su reporte final.

### Tras la Independencia de Centroamérica
La región de Atitlán fue uno de los distritos originales del Estado de Guatemala cuando este fue creado oficialmente en 1825 y pertenecía al departamento de Sololá/Suchitepéquez. En ese año, la Asamblea Legislativa del Estado también dividió al Estado de Guatemala en once distritos para la impartición de justicia, y Santa Lucía Utatlán fue parte del circuito de Sololá en el Distrito N.º7 (Sololá), el cual incluía también a Concepción, Panajachel, Santa Catarina Palopó, San Antonio Palopó, San Jorge, San Andrés Semetabaj, Santa Cruz, Santa Catarina Istaguacán y Argueta.

### El efímero Estado de Los Altos

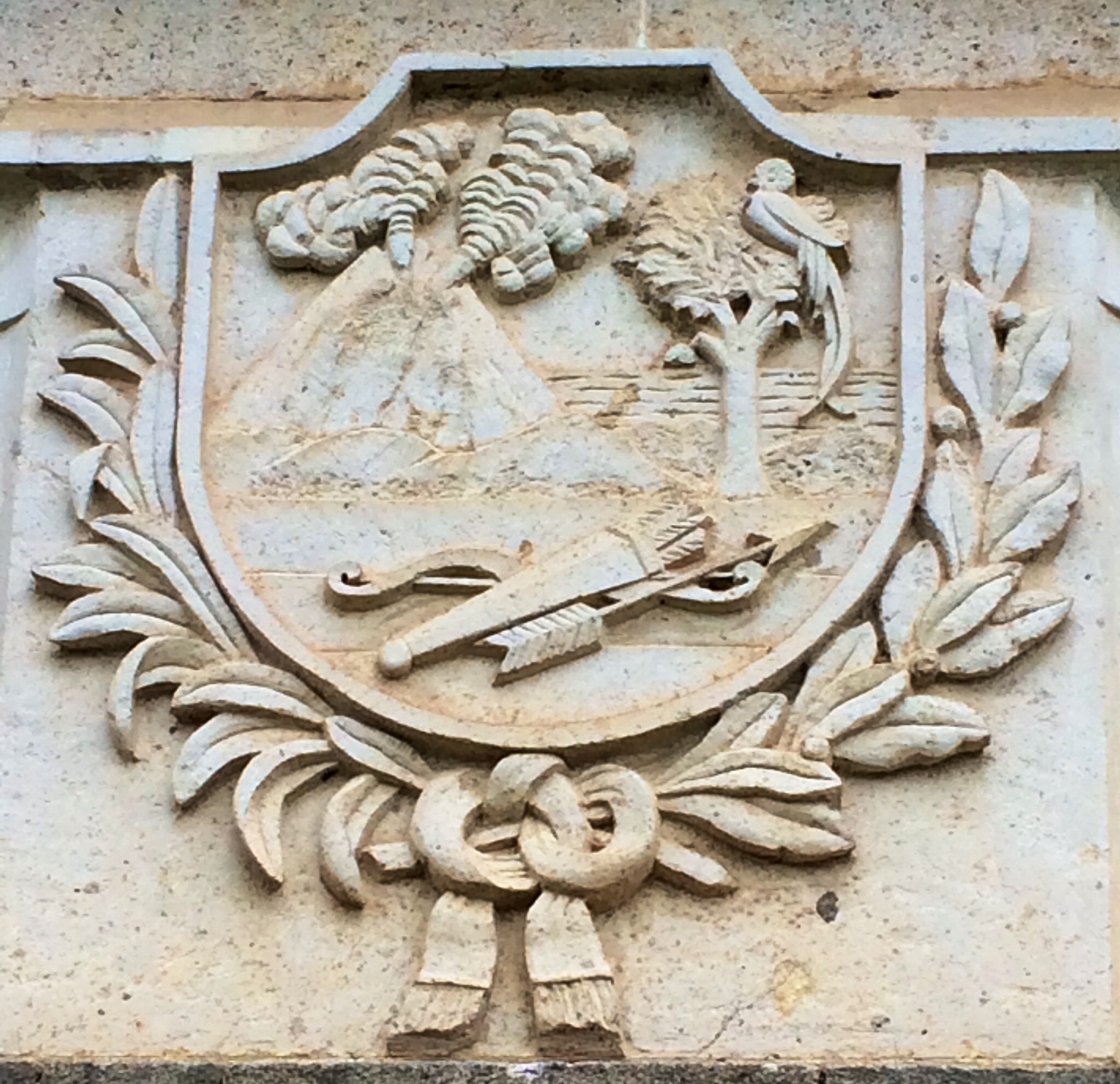
Escudo del Estado de los Altos

A partir del 3 de abril de 1838, Santa Lucía Utatlán fue parte de la región que formó el efímero Estado de Los Altos y que forzó a que el Estado de Guatemala se reorganizara en siete departamentos y dos distritos independientes el 12 de septiembre de 1839: 
- Departamentos: Chimaltenango, Chiquimula, Escuintla, Guatemala, Mita, Sacatepéquez, y Verapaz
- Distritos: Izabal y Petén[16]

La región occidental de la actual Guatemala había mostrado intenciones de obtener mayor autonomía con respecto a las autoridades de la ciudad de Guatemala desde la época colonial, pues los criollos de la localidad consideraban que los criollos capitalinos que tenían el monopolio comercial con España no les daban un trato justo.  Pero este intento de secesión fue aplastado por el general Rafael Carrera, quien reintegró al Estado de Los Altos al Estado de Guatemala en 1840.

### Tras la Reforma Liberal de 1871
Luego de la Reforma Liberal de 1871, el presidente de facto provisiorio Miguel García Granados dispuso crear el departamento de Quiché para mejorar la administración territorial de la República dada la enorme extensión del territorio de Totonicapán y de Sololá. De esta cuenta, el 12 de agosto de 1872 el departamento de Sololá perdió sus distritos de la Sierra y de Quiché y se vio reducido únicamente a los poblados de Santa Lucía Utatlán, villa de Sololá, San José Chacallá, Panajachel, Concepción, San Jorge, San Andrés Semetabaj, Santa Cruz, Santa Clara, Santa Bárbara, San Juan de los Leprosos, Visitación, San Pedro, San Juan, San Pablo, San Marcos, Atitlán, San Lucas Tolimán, San Antonio Palopó, Santa Catarina Palopó y Patulul.